# Hřib satan
Hřib satan (Rubroboletus satanas (Lenz) Kuan Zhao et Zhu L. Yang 2014) je jedovatá houba z čeledi hřibovitých. Patří do skupiny tzv. modrajících a barevných hřibů. Satan je také největší hřib, který se vyskytuje na území Česka a Slovenska.

## Synonyma
- Boletus erythropus Krombh.[3] 1846[4] non Pers. nec Fr.[3]
- Boletus lupinus Fries[3] 1838[4] (non Bres.)
- Boletus lupinus Rick.[3] (non Bres.)
- Boletus luridus Barla non Fr. nec Schaeff nec al.[3]
- Boletus marmoreus Roques[3]
- Boletus sanguineus Krombh.[3] 1846[4] non With.[3]
- Boletus satanas Lenz[5] 1831[4]
- Boletus tuberosus Bull. 1791
- Tubiporus satanas (Lenz) Maire 1937[4]

České názvy:
- hřib krvavý[6]
- hřib satan[5]

Lidové názvy:
- červenáč (na Holicku)[7]
- červenka[6]
- bliják[2]
- blivák (na Chlumecku)[8]
- jeduvatyj doubravník[9]
- jenerál (na Karlštejnsku)[8]
- kardinál (na Karlštejnsku)[8]
- karmazín[9]
- krousťák[9]
- krvák[9]
- růžovák[9]
- safián[9]
- umrdlák[10].

Ve starší literatuře byl uváděn název hřib krvavý nebo červenka (podle barvy), teprve v roce 1881 zmiňuje Čelakovský německý název „der Satanspilz“, ze kterého se zřejmě vyvinulo české pojmenování hřib satan. Toto označení pochází z odborného názvu Boletus satanas (v překladu „hřib satanův“), kterým houbu pojmenoval německý přírodovědec Harald Othmar Lenz. Takto označil hřib poté, co se jím společně s přítelem Karlem Salzmannem, služkou a další dámou v září 1830 otrávil.

## Vzhled

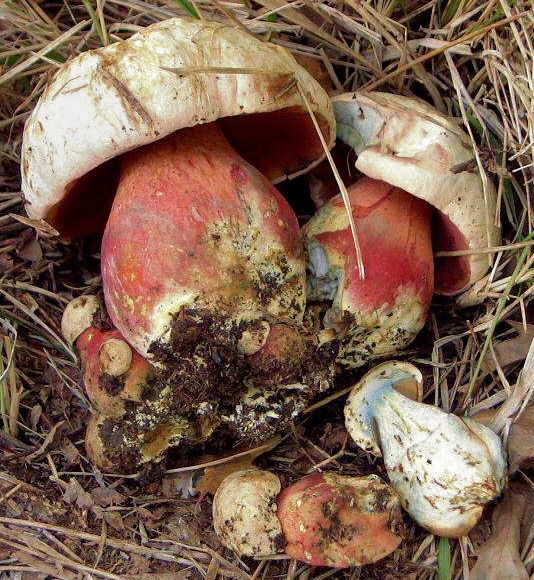
Dužina je bělavá, jen minimálně nažloutlá a po rozkrojení modrá méně ochotně než u ostatních podobných hřibů

### Makroskopický
Klobouk je 60–250 (350) milimetrů široký, sametový, stříbřitě šedý, polštářkovitý.
Rourky jsou zprvu žluté, ve stáří žlutozelené, póry jsou na zpočátku stejně zbarvené jako rourky, ale krátce po otevření klobouku získávají vínově červenou barvu. Ve stáří bývají oranžovočervené. Na okraji tvoří žlutý pásek.
Třeň je válcovitý, dole červený, směrem nahoru ke klobouku se mění do červenožluta. Povrch kryje síťka, která sahá shora až do dolní poloviny třeně; zbarvena je oranžově červeně nebo stejně jako podklad.
Dužina je bělavá, na řezu nepatrně modrající. Chutná jemně, ořechově (pozor, houba je za syrova silně jedovatá). Pokud je sucho, barva dužiny se skoro vůbec nezmění. Mladá plodnice je bez výraznějšího zápachu, staré plodnice páchnou – pach bývá přirovnáván k mršině nebo zpoceným nohám.

### Mikroskopický
Povrch klobouku kryjí trichodermové vláknité 4–9 μm široké hyfy, které mohou být kryté tenkou gelatinózní vrstvou. Výtrusy dosahují 11–15 × 5–7 μm, jsou boletoidního tvaru, téměř vřetenovité až elipsovitě vřetenovité se suprahilární depresí patrnou z profilu.

## Výskyt

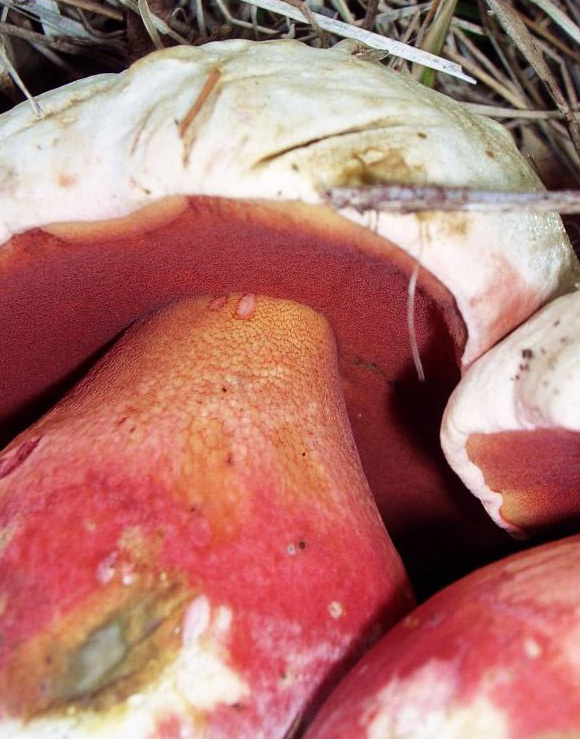
Hřib satan

Satan se vyskytuje vzácně v nížinách a pahorkatinách v listnatých lesích na alkalických podkladech v oblastech teplomilné květeny. Pilát jej uvádí jako druh teplomilných lesů na vápenatých půdách, konkrétně pak v rámci xerotermních dubohabrových hájů na vápencích, skalních hadcových stepí (pod listnáči, na základě nálezů řídícího učitele Rudolfa Dvořáka). Zároveň zmiňuje, že v rámci kyselých doubrav a oligotrofních habrových doubrav se patrně nevyskytuje vůbec. Roste především pod duby, méně často pod jinými listnáči. Jmenovat lze například buk, lípu nebo břízu. Fruktifikuje od konce června do začátku října.

## Rozšíření
Hřib satan roste v Evropě a Severní Americe (USA). Z evropských zemí to jsou: Česká republika, Dánsko, Gibraltar, Chorvatsko, Lichtenštejnsko, Itálie, Maďarsko, Německo, Polsko, Rakousko, Slovinsko, Spojené království, Španělsko, Švédsko a Švýcarsko.
V rámci chráněných území České republiky byl hřib satan popsán mimo jiné na následujících lokalitách:
- Báň[16] (okres Nymburk)
- Bílé Karpaty[17] (Jihomoravský a Zlínský kraj)
- Český kras[18] (Středočeský kraj)
  - Klapice[19] (okres Praha-východ)
- Džbán (okresy Louny, Kladno a Rakovník)
- Kněžičky (okresy Kolín, Nymburk, Hradec Králové)
  - Žehuňská obora (okres Kolín)
- Podyjí[20] (jižní Morava)
- Vyšenské kopce[21] (okres Český Krumlov)
- Velký vrch[18] (okres Louny)
- Žernov[22] (okres Pardubice)

Dále se vyskytuje v Polabí a na Brněnsku.

## Záměna
Hřib satan je možné zaměnit s podobnými hřiby s červenými póry, například hřibem kovářem, hřibem kolodějem, hřibem nachovým nebo hřibem kříštěm.
- hřib kovář (Neoboletus luridiformis) – hnědý až hnědorezavý klobouk, třeň nemá síťku
- hřib koloděj (Suillellus luridus) – krémový klobouk, barva síťky a podkladu se obvykle výrazněji liší
- hřib kříšť (Caloboletus calopus) – žluté póry, výskyt často pod jehličnany spíše ve vyšších polohách
- hřib nachový (Rubroboletus rhodoxanthus) – drobnější, ve stáří nepáchne, třeň válcovitý s výraznější síťkou
- hřib Moserův (Rubroboletus rubrosanguineus) – roste vzácně ve vyšších polohách pod jehličnany
- hřib Le Galové (Rubroboletus legaliae) – výraznější síťka, při zasychání voní po Maggi, i hráze rybníků
- hřib satanovitý (Boletus satanoides) – hráze rybníků, žlutější dužnina, kyjovitý třeň

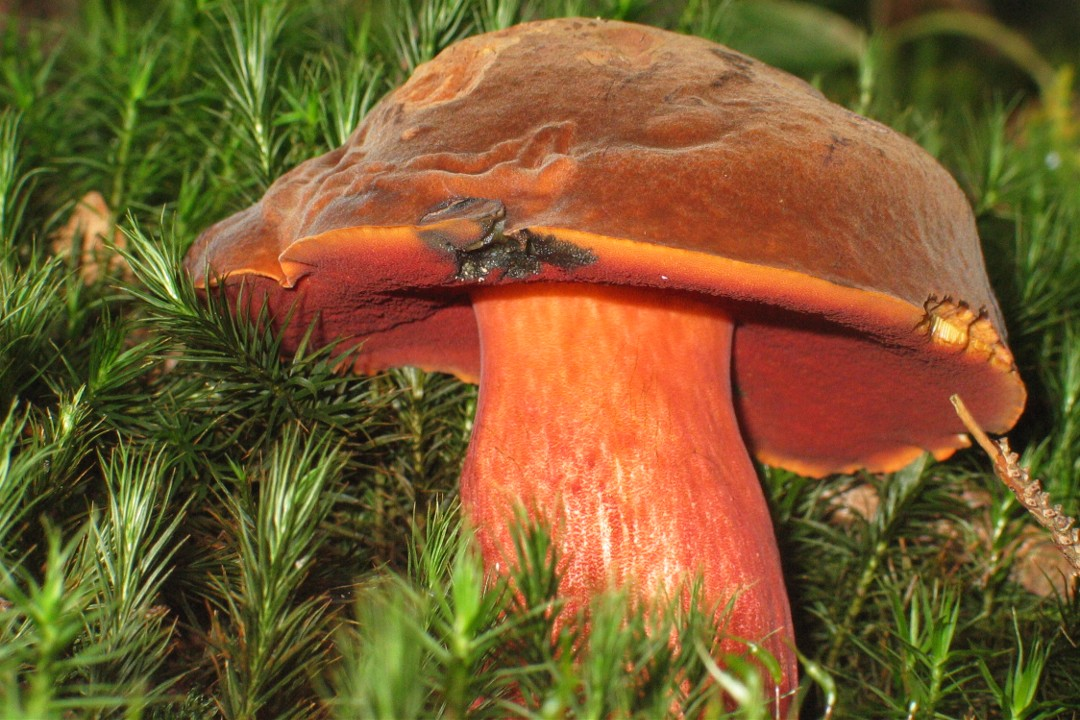
hřib kovář
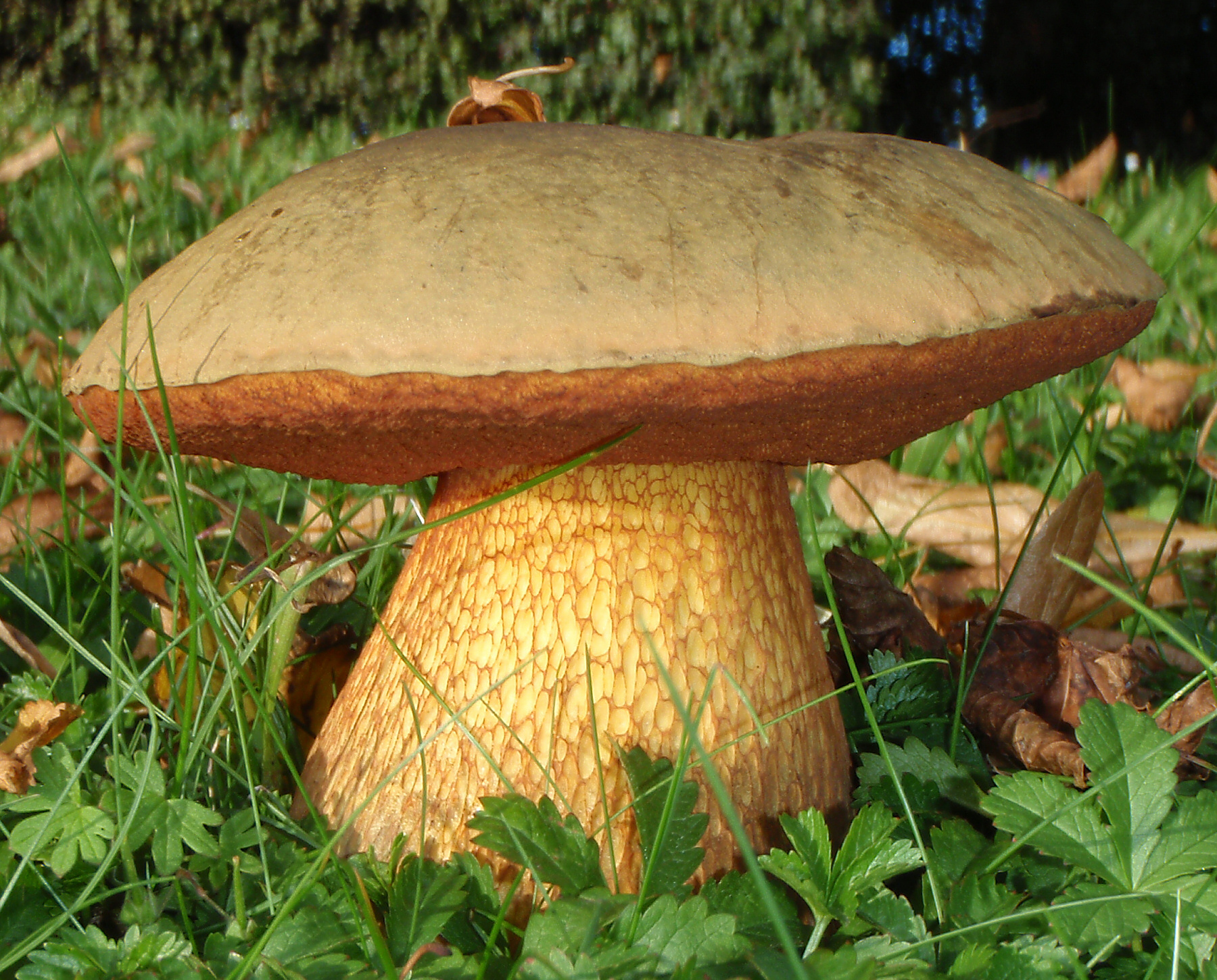
hřib koloděj
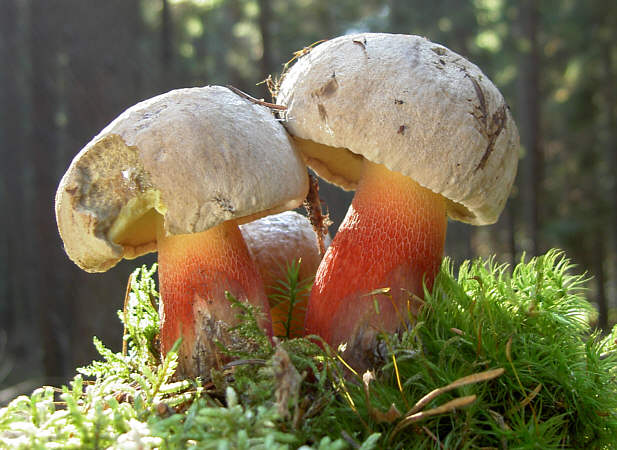
hřib kříšť
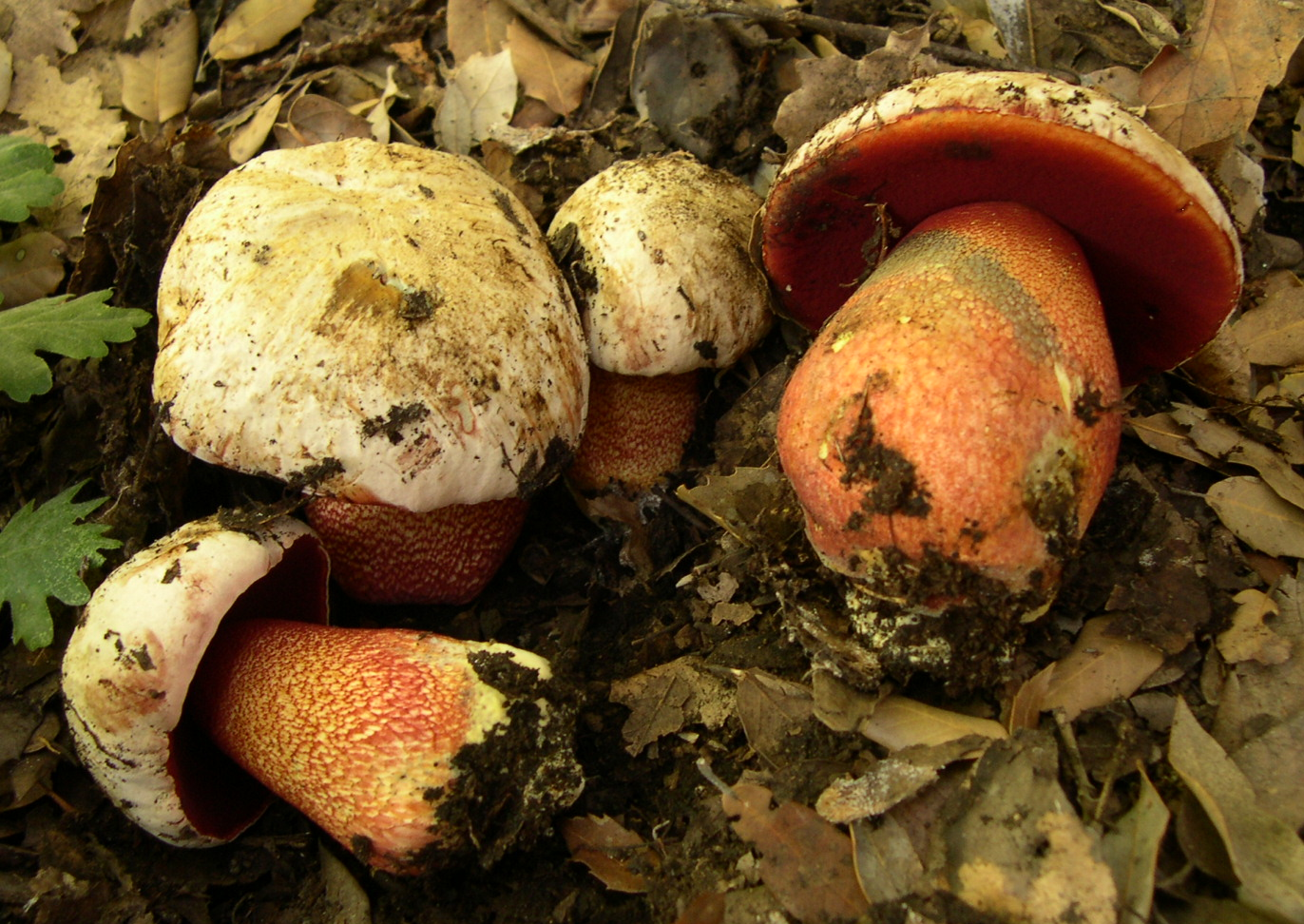
hřib nachový
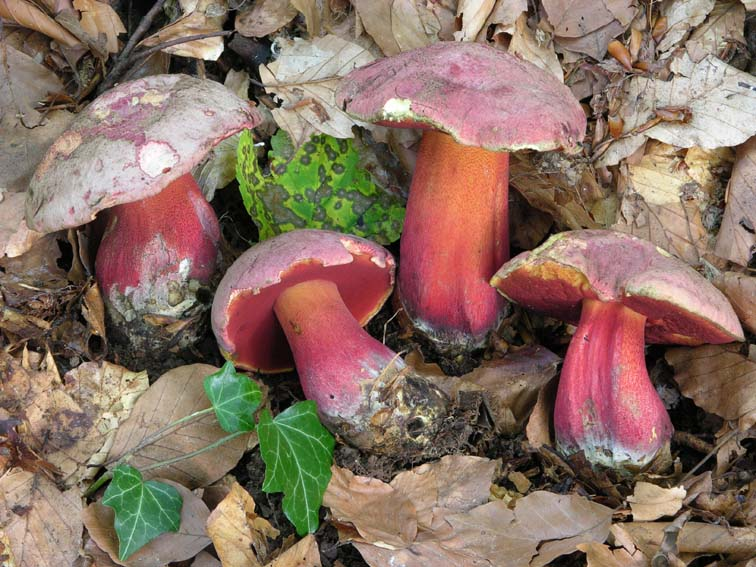
hřib Moserův
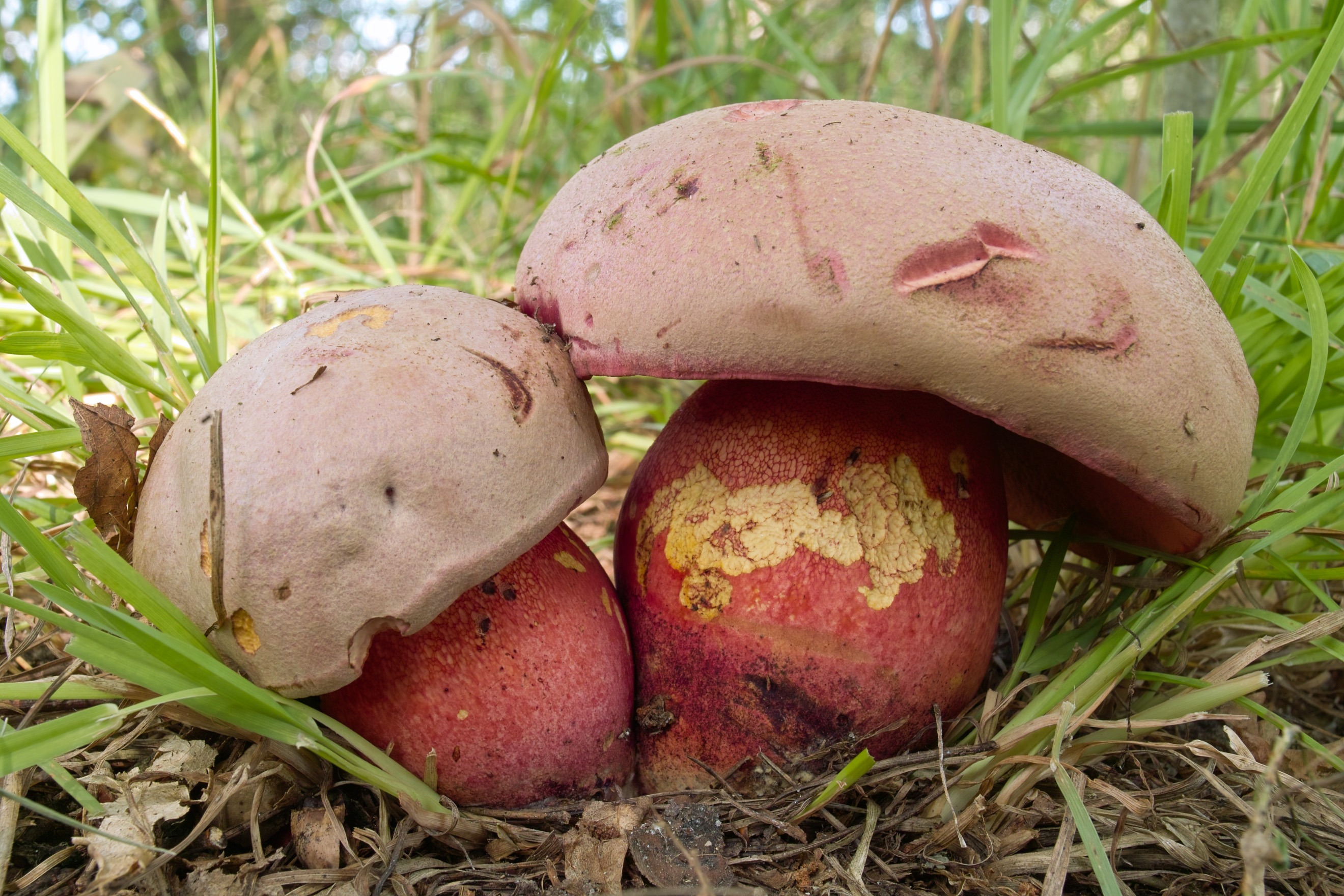
hřib Le Galové

K rozlišení může pomoci i fakt, že se hřib satan na rozdíl od kovářů, kolodějů a hřibu Le Galové až na ojedinělé výjimky nevyskytuje na hrázích rybníků a podobných synantropních stanovištích.

## Hřib satan hlohový
Rubroboletus satanas f. crataegi Smotl. ex Mikšík. Xanthoidní forma, které chybí červené barvivo, byla dříve klasifikována jako samostatný druh, hřib hlohový. Tento název však neodráží symbiózu s hlohem, pouze světlé zbarvení. Klobouk je bělavý, rourky žluté, třeň bledě žlutý, dužnina modrá, staré plodnice páchnou.

## Ochrana
Jde o vzácnou houbu, která je evidována v Červeném seznamu hub České republiky jako zranitelný druh (VU). Je proto třeba jej chránit, nálezy je vhodné hlásit mykologickým pracovištím.

## Toxicita
Hřib satan je za syrova (či po nedostatečné tepelné úpravě) silně jedovatý, působí neutišitelné zvracení, které může trvat i 6 hodin. K otravě stačí ochutnat malý kousek houby, potíže mohou vyvolat i výpary ze syrové houby v uzavřené místnosti.
Po kvalitním tepelném zpracování (minimálně 20 minut varu) otrava nehrozí, nicméně v satanu byly zjištěny i indolové deriváty (psychotoxické látky, které se vařením nerozkládají). Ke konzumaci jej proto nelze v žádném případě doporučit.

## Zajímavosti

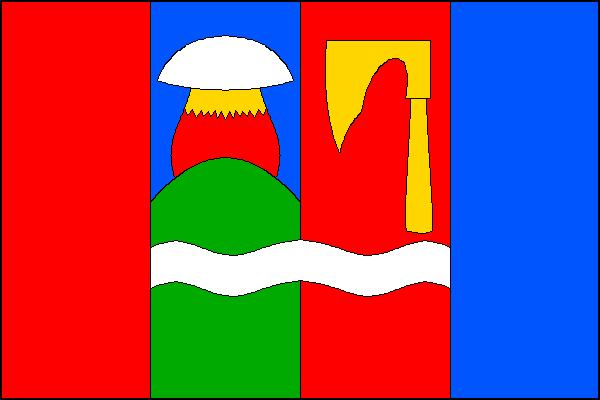
Vlajka obec Vršovice na Lounsku znázorňuje plodnici hřibu satanu

V roce 2005 umístila obec Vršovice na svoji vlajku a znak figuru hřibu satanu, která připomíná národní přírodní památku Velký Vrch, jednu z nejvýznamnějších českých lokalit této houby. Plodnice mohou dosahovat poměrně vysoké hmotnosti. V roce 1928 byly v okolí Karlštejna nalezeny exempláře, z nichž nejtěžší vážil 2 kg.